# Питсбург стилерси
Питсбург стилерси (енгл. Pittsburgh Steelers) су професионални тим америчког фудбала са седиштем у Питсбургу у Пенсилванији. Клуб утакмице као домаћин игра на стадиону Хајнц Филд. Такмичи се у северној дивизији Америчке фудбалске конференције (АФЦ). Клуб је под именом Питсбург пирати основан 8. јула 1933. што га чини најстаријом франшизом у АФЦ, а под данашњим именом постоји од 1940.
Стилерси су укупно шест пута освајали Супербоул што их чини рекоредирма по броју наслова првака НФЛ-а. Осам пута су освајали титулу конференције, док су били прваци дивизије укупно 24 пута.

## Историја
Своју прву утакмицу Стилерси су, под именом Питсбург пајратси, одиграли на свом стадиону 20. септембра 1933. угостивши екипу Џајантса од које су изгубили укупним резултатом 23-2. Током Другог светског рата због мањка слободног људства многи клубови у НФЛ-у су се привремено спајали како би лига била одигравана у континуитету. Стилерси су се прво 1943. фузионисали са Филаделфија иглсима створивши тако Фил-Пит Стиглсе, да би 1944. са, тада Чикаго кардиналсима, основали Кард-Пит, или популарније Карпетсе. Стилерси су се, по први пут пласирали у плеј-оф 1947. у ком су их са 21:0 савладали Филаделфија иглси. То је била, испоставиће се, њихова једина утакмица у плеј-офу у наредних 25 година.
У години сједињења АФЛ и НФЛ лига, 1970, Стилерси су се преселили на Три Риверс стадион заменивши свој дотадашњи Пит стадион. Уједно су били и један од три тима из дотадашнјег НФЛ-а који су се преселили у новоформирану Америчку фудбалску конференцију - АФЦ. Доласком Чака Нола на место главног тренера исте године употпуњен је темељ за нову еру Стилерса.
Свој први шампионски пехар Стилерси су освојили 1974. предвођени изванредном генерацијом и играчима из Куће славних попут Џоа Грина, Терија Бредшоуа, Мела Бланта, Џака Хема, Френка Хариса, Лина Свона, Џека Ламберта, Џона Столворта и Мајка Вебстера. Стилерси су ушли у историју успешно се пласирајући осам пута у плеј-оф и поставши једини тим у историји НФЛ-а који је успео да освоји четири Супербоула за шест година (1974, 1975, 1978, 1979), као и први да освоји више од два.
Почетком '80-их Стилерсе су задесиле повреде које су спречиле даљу доминацију овог тима, који је ускоро почео и да се осипа повлачењима главних звезда. Тако је клуб поново ушао у период без Супербоул трофеја све до почетка 21. века.
Чак Нол се повукао 1992. препустивши место тренера дотадашњем дефанзивном кооринатору Канзас Сити чифса, Билу Кавхеру, који је водио тим до плеј-офа у свакој од његових првих шест сезона. Три пута је дошао до финала конференције, од којих је победио 1995. тако увевши Стилерсе у своје пето финале Супербоула које су они међутим, по први пут изгубили и то од Каубојса. Десет година после тога, Кавхер је ипак донео франшизи рекордни пети трофеј савладаши Сихоксе резултатом 21:10 у 40. издању Супербоула.
7. јануара 2007. Кавхер се повукао са места главног тренера Стилерса и њега је заменио Мајк Томлин, дотадашњи дефанзивни координатор Минесота вајкингса. Томлин је 1. фебруара 2009. Стилерсе повео до свог другог трофеја у овој декади и укупно шестог Супербоула савладавши Аризона кардиналсе у веома неизвесном финалу резултатом 27:23. Стилерси су имали још једну прилику за освајање наслова првака већ 2011. када су се у финалу састали са екипом Пакерса, међутим Питсбург је претрпео пораз у свом осмом финалу резулатом 31:25.
Стилерси су забележили своју 400. победу 2012. године у дуелу са Вашингтон редскинсима, те сезоне су прославили и своју 80.-у сезону у НФЛ лиги.

## Грб и униформа
На грбу Стилерса се налазе три четворокраке звезде које симболизују састојке који се користе у процесу прављења челика: жута представља угаљ, црвена за руде гвожђа, док плава симболише челични отпад.
Питсбург је једини тим који ставља свој грб само на једну страну кациге (десну), такође и једини је, уз Џајантсе, да ставља бројеве играча на предњој и задњој страни кациге.
Традиционалне боје Стилерса, црна и златна, које се користе од оснивања клуба представљају боје заставе и грба града Питсбурга.

## Ривали

### Дивизијски ривали
- Кливленд браунси
- Балтимор рејвенси
- Синсинати бенгалси

### Историјски ривали
- Оукланд рејдерси
- Далас каубојси
- Денвер бронкоси
- Њу Ингланд пејтриотси
- Хјустон ојлерси/Тенеси тајтанси

## Култура и фанови
Као један од најпопуларнијих тимова у Америци, Стилерси уживају велику подршку навијача окупљених под Стилерс нацијом. ЕСПН је рангирао навијаче Стилерса као најбоље у НФЛ-у цитирајући редовно распродат стадион још од 1972.
Питсбург стилерси имају и бројне фан клубове ван Америке, од којих је највећи онај у Немачкој. У Србији постоји клуб навијача под именом Стилерс Балкан.
Асошијетед прес је описао Ужасни пешкир (ен. Terrible Towel) као најпознатији фан симбол у свим главним спортовима.
Иако клуб нема своју званичну химну, постоје многе песме посвећене Стилерсима, од којих је најпознатија Напред, Стилерси (ен. Here we go).
Званична маскота Стилерса, Стили Мекбим представљена је 2007. као део прославе 75. рођендана клуба.